# Řád slunce svobody
Řád slunce svobody (paštunsky: د آزادۍ د امر) bylo státní vyznamenání Demokratické republiky Afghánistán. Založen byl roku 1981 a udílen byl občanům Afghánistánu i cizím státním příslušníkům za rozvoj přátelských vztahů a za další úspěchy na poli politickém či v sociální oblasti.

## Historie a pravidla udílení
Řád byl založen 16. října 1981 a po svém založení se stal nejvyšší státním vyznamenáním republiky. Do té doby byl nejvyšším Řád Saurové revoluce. Řád slunce svobody zůstal nejvyšším řádem do založení čestného titulu Hrdiny Demokratické republiky Afghánistán roku 1986. Od roku 1992 již není udílen.
Udílen byl za mimořádné úspěchy během revoluce stejně jako za úspěchy v oblasti státních záležitostí, politiky a sociální sféry. Dále byl udílen za zásluhy o posílení bratrství a spolupráce mezi všemi kmeny a etniky v zemi. Udílen byl rovněž za vynikající úspěchy při posilování a rozvíjení přátelských vztahů a spolupráce mezi Afghánistánem a dalšími zeměmi.

## Insignie
Řádový odznak má tvar mnohocípé hvězdy téměř kulatého tvaru. Průměr hvězdy je 52 mm a uprostřed je položen pozlacený státní znak Demokratické republiky Afghánistán o průměru 17 mm. Zadní strana je hladká s vyrytým názvem řádu. Uprostřed je sériové číslo. Odznak je pomocí jednoduchého kroužku připojen ke kovové destičce ve tvaru pětiúhelníků potažené stuhou z hedvábného moaré.